# Giovanni Pascoli
Giovanni Pascoli (San Mauro di Romagna, 31 de dezembro de 1855 – Bolonha, 6 de abril de 1912) foi um poeta italiano e um especialista clássico. 

## Biografía
Nascido em 1865, teve uma infância trágica, com o assassinato de seu pai, a morte prematura de sua mãe e de dois irmãos. ele se mudou de sua cidade natal para Rimini, onde começou a participar de demonstrações socialistas, o que levou a uma breve prisão em Bolonha.
Giovanni se formou na Universidade de Bolonha em 1882 e começou a lecionar em colégios de Matera e Massa. Enquanto isso, ele começou a colaborar com a revista Vita nuova, que publicou seus primeiros poemas que mais tarde seriam reunidos no livro Myricae. Após trabalhar em várias outras cidades italianas ele adoeceu e morreu de câncer de fígado em Bolonha.
Devido à sua infância trágica, seus poemas sempre eram pessimistas, mesmo estando numa época de positivismo e cientificismo. Entre suas obras, pode-se citar Myricae (1891), Canti di Castelvecchio (1903), Odi e inni (1906) e Poemi del Risorgimento (1913).
Depois de seu falecimento, ocorrido em 1912 sua memória foi conservada pela irmã Maria, na Casa Museu Pascoli, aberta até hoje.

## Obras
- Myricae (1891 1a edição)
- Carmen «CORDA FRATRES» (1898)
- Canti di Castelvecchio (1903)
- Primi poemetti (1904)
- Poemi conviviali (1904)
- Odi e inni (1906)
- Nuovi poemetti (1909)
- Poemi del Risorgimento (1913)